# Bothriuridae
Bothriuridae  (лат.) — семейство скорпионов из надсемейства Scorpionoidea. Около 140 видов. Южная Америка. Один род найден в Южной Азии (Индия) и Австралии (Cercophonius) и два рода - в Южной Африке (Liposoma и Brandbergia). Встречаются в субтропиках и в умеренных широтах. Один род обнаружен в Гималаях (Cercophonius). Небольшие скорпионы, которые живут под камнями, в норках, в том числе ими выкопанных, глубиной до 40 см.

## Систематика
15 родов и около 140 видов. Базальное семейство в составе надсемейства Scorpionoidea.
- Bothriurus Peters, 1861
- Brachistosternus Pocock, 1893
- Brandbergia Prendini, 2003
  - Brandbergia haringtoni Prendini, 2003
- Brazilobothriurus Lourenco & Monod, 2000
  - Brazilobothriurus pantanalensis Lourenço & Monod, 2000
- Centromachetes Lonnberg, 1897
- Cercophonius Peters, 1861
- Lisposoma Lawrence, 1928
- Orobothriurus Maury, 1975
- Pachakutej Ochoa, 2004
- Phoniocercus Pocock, 1893
  - Phoniocercus pictus Pocock, 1893
  - Phoniocercus sanmartini Cekalovic, 1968
- Tehuankea Cekalovic, 1973
  - Tehuankea moyanoi Cekalovic, 1973
- Thestylus Simon, 1880
  - Thestylus aurantiurus Yamaguti & Pinto-da-Rocha, 2003
  - Thestylus glasioui Bertkau, 1880
  - Thestylus signatus Mello-Leitão, 1931
- Timogenes Simon, 1880
  - Timogenes dorbignyi (Guérin Méneville, 1843)
  - Timogenes elegans (Mello-Leitão, 1931)
  - Timogenes haplochirus Maury & Roig Alsina, 1977
  - Timogenes mapuche Maury, 1975
  - Timogenes sumatranus Simon, 1880
- Urophonius Pocock, 1893
  - Urophonius achalensis Abalos & Hominal, 1974
  - Urophonius brachycentrus (Thorell, 1876)
  - Urophonius eugenicus (Mello-Leitão, 1931)
  - Urophonius exochus (Penther, 1913)
  - Urophonius granulatus Pocock, 1898
  - Urophonius iheringi Pocock, 1893
  - Urophonius mahuidensis Maury, 1973
  - Urophonius martinezi Ojanguren-Affilastro & Cheli, 2009
  - Urophonius pizarroi Ojanguren-Affilastro, Ochoa, Mattoni & Prendini, 2010
  - Urophonius somuncura Acosta, 2003
  - Urophonius transandinus Acosta, 1998
  - Urophonius tregualemuensis Cekalovic, 1981
  - Urophonius tumbensis Cekalovic, 1981 [Incerta sedis]
- Vachonia Abalos, 1954
  - Vachonia martinezi Abalos, 1954